# Ola (Vorname)
Ola ist ein männlicher sowie weiblicher Vorname.

## Herkunft und Bedeutung
Der männliche Vorname Ola ist abgeleitet von Olaf und kommt insbesondere in Skandinavien vor.
Die weibliche Form von Ola ist im Polnischen eine Kurzform von Aleksandra, in Russland und der Ukraine jedoch die Kurzform für Olga (Оля).

## Namensträger

### Männlicher Vorname
- Ola Afolabi (* 1980), britischer Boxer
- Ola Aina (* 1996), nigerianisch-englischer Fußballspieler
- Ola Andersson (* 1966), schwedischer Fußballspieler, -trainer und -funktionär
- Ola Berger (* 1979), norwegischer Skibergsteiger
- Ola Billgren (1940–2001), schwedischer Künstler und Kunsttheoretiker
- Ola Skjåk Bræk (1912–1999), norwegischer Politiker
- Ola Bratteli (1946–2015), norwegischer Mathematiker
- Ola Brunkert (1946–2008), schwedischer Schlagzeuger
- Ola Elvestuen (* 1967), norwegischer Politiker
- Ola Fagbemi (* 1984), nigerianischer Badmintonspieler
- Ola Gjeilo (* 1978), norwegischer Pianist und Komponist
- Ola Morten Græsli (* 1980), norwegischer Nordischer Kombinierer
- Ola Håkansson (* 1945), schwedischer Komponist, Sänger und Produzent
- Ola Hansson (1860–1925), schwedischer Schriftsteller
- Ola Vigen Hattestad (* 1982), norwegischer Skilangläufer
- Ola Herje Hovdenak (* 1973), norwegischer Skibergsteiger
- Ola John (* 1992), niederländischer Fußballspieler
- Ola Källenius (* 1969), schwedisch-deutscher Manager
- Ola Kamara (* 1989), norwegischer Fußballspieler
- Ola Kristiansson (* 1971), schwedischer Tennisspieler
- Ola Kvernberg (* 1981), norwegischer Jazzmusiker und Komponist
- Ola T. Lånke (* 1948), norwegischer Politiker
- Ola Lindgren (* 1964), schwedischer Handballspieler
- Ola Borten Moe (* 1976), norwegischer Politiker
- Ola Molin (* 1974), schwedischer Badmintonspieler
- Ola Moum (* 1986), norwegischer E-Sportler
- Ola Nilsson (* 1973), schwedischer Fußballspieler
- Ola Rapace (* 1971), schwedischer Schauspieler
- Ola Rotimi (1938–2000), nigerianischer Schriftsteller
- Ola Rydstrand (* 1955), schwedischer Fußballspieler
- Ola Salo (* 1977), schwedischer Sänger und Musiker
- Ola Didrik Saugstad (* 1947), norwegischer Kinderarzt
- Ola Skarholt (1939–2017), norwegischer Orientierungsläufer
- Ola Solum (1943–1996), norwegischer Filmregisseur, Drehbuchautor und Schauspieler
- Ola Svanberg (* 1985), schwedischer Eishockeyspieler
- Ola Svensson (* 1964), schwedischer Fußballspieler
- Ola Svensson (* 1986), schwedischer Popsänger, bekannt als Ola
- Ola Toivonen (* 1986), schwedischer Fußballspieler finnischer Abstammung
- Ola Ullsten (1931–2018), schwedischer Politiker und Premierminister
- Ola Wærhaug (* 1937), norwegischer Biathlet

### Weiblicher Vorname
- Ola Alsen (1880–1956), deutsche Schriftstellerin und Redakteurin
- Ola Hnatiuk (* 1961), polnische Literaturwissenschaftlerin, Ukrainistin und Übersetzerin
- Ola Ray (* 1960), US-amerikanische Filmschauspielerin
- Ola Sesay (* 1979), sierra-leonische Leichtathletin
- Ola Elizabeth Winslow (1885–1977), US-amerikanische Literaturwissenschaftlerin, Hochschullehrerin und Biografin

### Kunstfigur
- Ola Nordmann, fiktive norwegische Durchschnittsperson, siehe Ola und Kari Nordmann
- Ola Nyman, fiktive Person in der Netflixserie Sex Education